# ヴィクトール・カンペナールツ
ヴィクトール・カンペナールツ（Victor Campenaerts、1991年10月28日 - ）は、ベルギー、アントウェルペン出身の自転車競技（ロードレース）選手。
ロードレース選手であると同時に、トラック競技のアワーレコードの元世界記録保持者である。

## 経歴
2014年、トップスポートフラーンデレンにてプロキャリアスタート。
2016年、チーム・ロットNL・ユンボに移籍。ヨーロッパ選手権個人タイムトライアルにて2位を獲得。
2017年、ブエルタ・ア・アンダルシアで区間優勝。
2018年、ロット・ソウダルに移籍。
2019年、4月16日にアワーレコードに挑戦。2015年にブラッドリー・ウィギンスが樹立した54.526km/hを更新し、55.089km/hの世界新記録を樹立した。
2020年、NTTプロ・サイクリングに移籍。
2021年シーズンを以て所属していたチーム・クベカ・ネクストハッシュがコンチネンタルチームに降格したため、2022年からは古巣であるロット・ソウダルに移籍した。

## 主な戦績

### 2013年
- ヨーロッパ選手権・Ｕ23　優勝（個人タイムトライアル）
- ベルギー選手権・Ｕ23　優勝（個人タイムトライアル）

### 2015年
- ツール・ド・ワロニー　ヤングライダー賞
- デュオ・ノルマン　優勝

### 2016年
- ベルギー選手権　優勝（個人タイムトライアル）
- ヨーロッパ選手権　2位（個人タイムトライアル）

### 2017年
- ブエルタ・ア・アンダルシア　区間優勝（第3ステージ）
- ヨーロッパ選手権　 優勝（個人タイムトライアル）

### 2018年
- ベルギー選手権　優勝（個人タイムトライアル）
- ヨーロッパ選手権　 優勝（個人タイムトライアル）

### 2019年
- ティレーノ〜アドリアティコ　区間優勝（第7ステージ・個人タイムトライアル）
- アワーレコード更新 (55.089km/h)
- バロワーズ・ベルギー・ツアー　区間優勝（第4ステージ）

### 2021年
- ジロ・デ・イタリア 区間優勝（第15ステージ）

### 2022年
- ツール・ド・ワロニー  山岳賞
- ツアー・オブ・ルーヴェン＝メモリアル・ジェフ・シェーレン 優勝

### 2023年
- ツール・ド・フランス  総合敢闘賞
- ドライヴェンクルス・オヴェライス 優勝
- ツール・ド・ルクセンブルク 区間優勝（第4ステージ・個人タイムトライアル）

### 2024年
- ツール・ド・フランス 区間優勝（第18ステージ）